# Muchomor twardawy

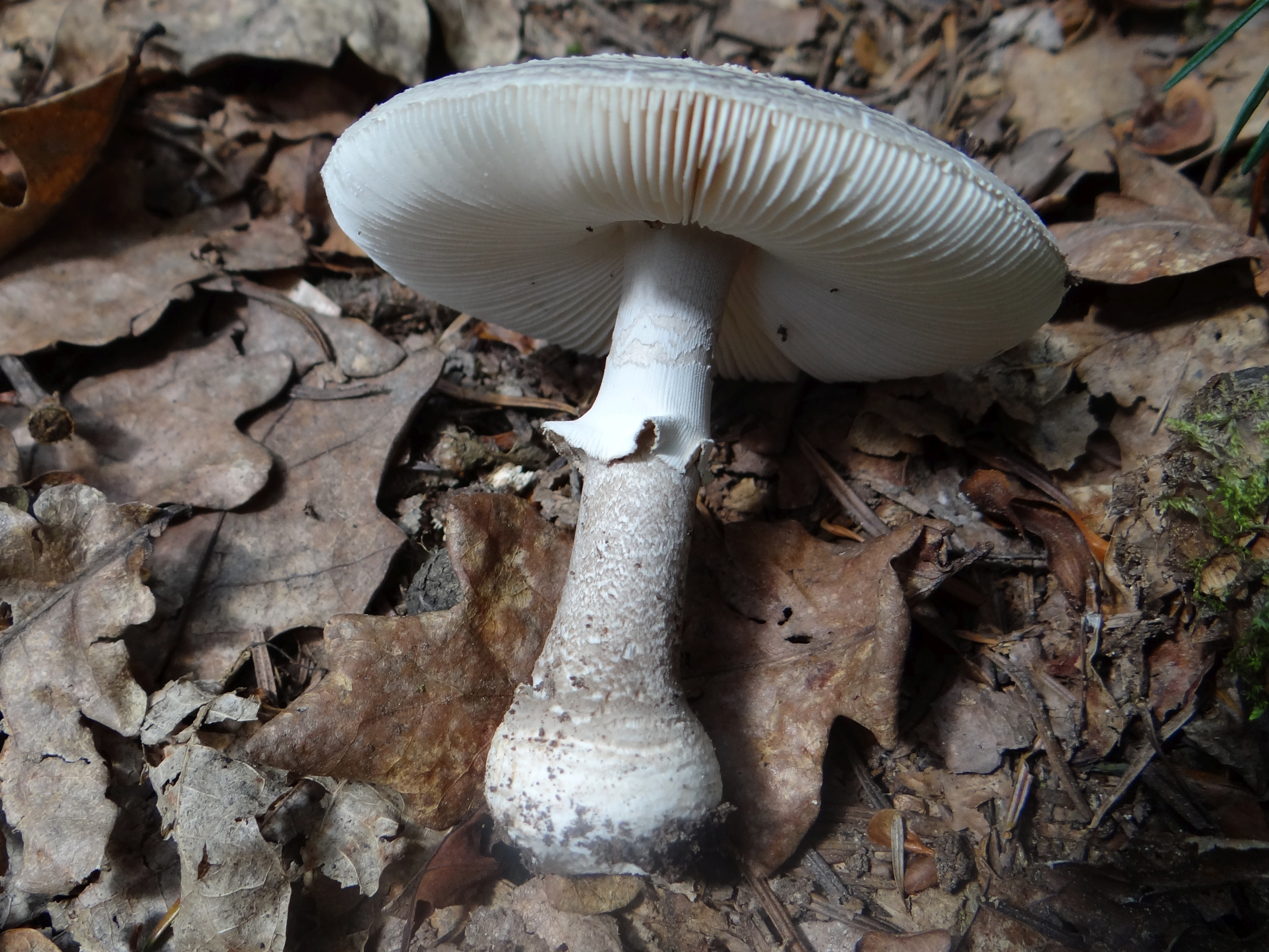

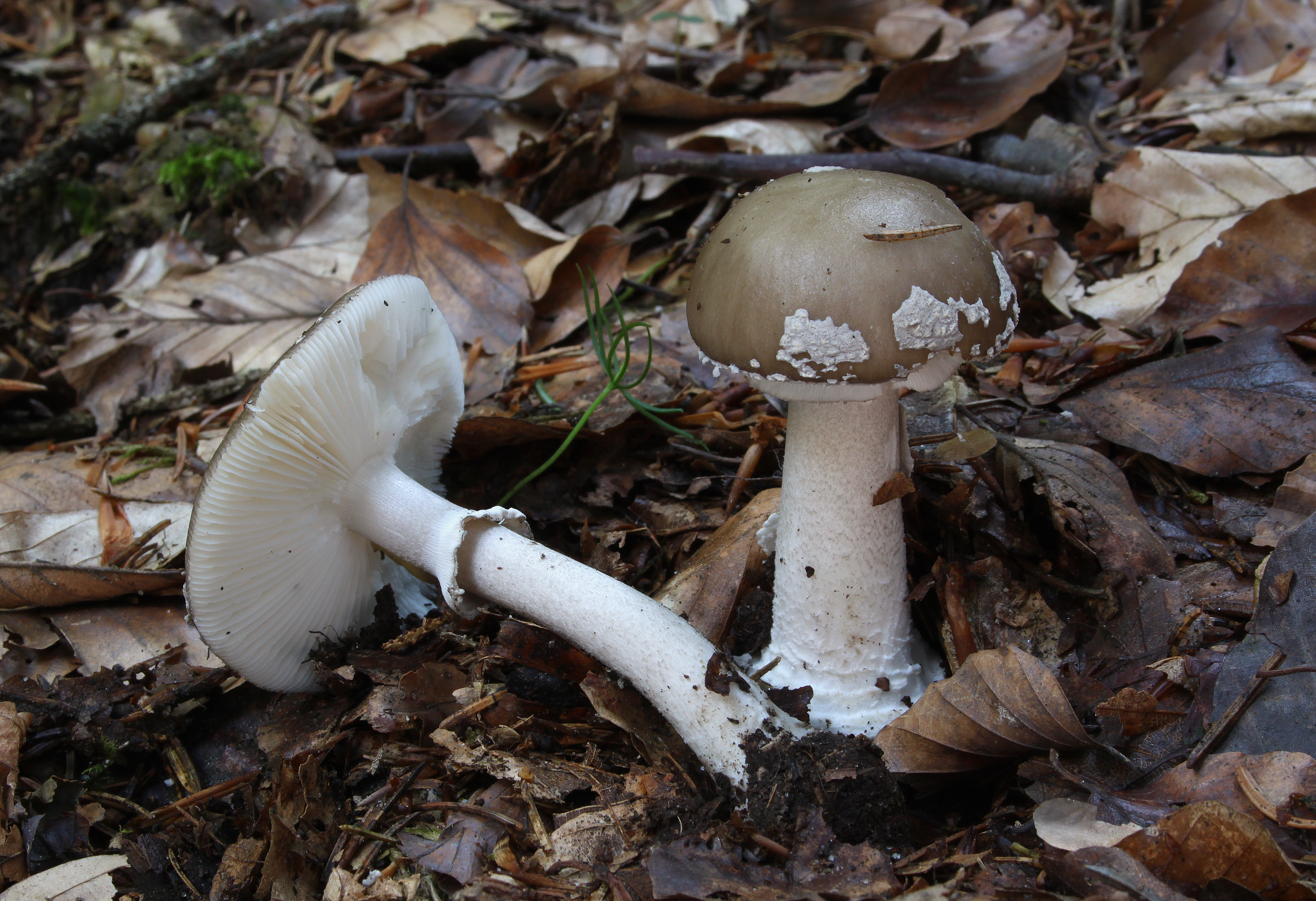

Muchomor twardawy (Amanita excelsa (Fr.) Bertill.) – gatunek grzybów należący do rodziny muchomorowatych (Amanitaceae).

## Systematyka i nazewnictwo
Pozycja w klasyfikacji według Index Fungorum: Amanita, Amanitaceae, Agaricales, Agaricomycetidae, Agaricomycetes, Agaricomycotina, Basidiomycota, Fungi.
Po raz pierwszy takson ten zdiagnozował w 1821 r. Elias Fries nadając mu nazwę Agaricus excelsus. Obecną, uznaną przez Index Fungorum nazwę nadał mu w 1866 r. Bertillon, przenosząc go do rodzaju Amanita.
Posiada ponad 50 synonimów naukowych.
Nazwę polską podał Franciszek Błoński w 1890 r. W polskim piśmiennictwie mykologicznym gatunek ten opisywany był też jako bedłka silna i bedłka twardawa. 

## Morfologia
Kapelusz
Średnica 5–15 cm, początkowo półkulisty, potem lekko wypukły do rozpostartego. Kolor szarobrązowy lub brązowopopielaty. Kapelusz pokryty jest jaśniejszymi, białoszarymi łatkami. Czasami po deszczach zdarza się, że łatek brak. Charakterystyczną cechą umożliwiającą odróżnienie go od podobnego i bardzo trującego muchomora plamistego jest brak prążkowania na brzegach kapelusza
Blaszki
Gęsto ustawione, białe, przy trzonie nie przyrośnięte.
Trzon
Wysokość 6–15, wyjątkowo do 20 cm, grubość 2–3 cm. Jest walcowaty, łatwy do wyłamania i ma białawy, duży i górą karbowany pierścień. U nasady posiada dużą i zaostrzoną bulwę o szerokości do 4,5 cm, bez wyodrębnionej pochwy. Charakterystyczną cechą tej bulwy, różniącą ją od muchomora plamistego jest występowanie na niej kilku brodawkowatych obwódek (u muchomora plamistego bulwa jest mniejsza i ma  kilka rzędów wałeczków).
Miąższ
Biały a pod skórką kapelusza ma szary odcień. Zapach ziemisty, smak niewyraźny lub podobny do rzodkwi.
Wysyp zarodników
Biały. Zarodniki szerokoelipsoidalne i gładkie, o rozmiarach 8–10 × 5–8 μm.

## Występowanie i siedlisko
Występuje w strefie umiarkowanej całej półkuli północnej, a także w Nowej Zelandii.  W Polsce jest pospolity. 
Owocniki pojawiają się latem i jesienią, także w okresie suszy. Rośnie głównie w lasach iglastych, w lasach liściastych rzadziej. Występuje przeważnie grupowo.

## Znaczenie
Grzyb jadalny, ale o niewielkiej wartości. Potrawy przyrządzone ze świeżych grzybów nie mają większych wartości smakowych, suszone grzyby nadają się na przyprawę. Może być pomylony z innymi silnie trującymi muchomorami i z tego powodu odradza się jego zbierania.

## Gatunki podobne
Muchomor plamisty (Amanita pantherina), muchomor czerwieniejący (Amanita rubescens) i muchomor porfirowy (Amanita porphyria).